# L. A. Reid
Antonio "L.A." Reid (Cincinnati, 7 de junio de 1956) es un compositor, empresario y productor musical estadounidense, galardonado tres veces con el Premio Grammy, conocido principalmente por ser el cofundador LaFace Records. Ha sido representante, escritor de canciones y productor de varios artistas de renombre mundial como Whitney Houston, Jennifer Lopez, Pink, TLC, Usher, Ciara, Outkast, Dido, Avril Lavigne, Justin Bieber, Kanye West y Rihanna.
Durante la década de 1980, Reid y Kenny ''Babyface'' Edmonds habían sido integrantes de la banda R&B The Deele, fundaron LaFace Records en 1989, y publicaron sus productos a través de Arista Records. En 2000, LaFace se fusionó con Arista Records, donde llegó a ser presidente y director de la productora, y contrató a su primer artista desconocido en Arista, la cantante punk Avril Lavigne. Continuando con su trabajo en Arista, fue nombrado director de The Island Def Jam Music Group en 2004. Reid nombró al rapero Jay-Z como presidente de Def Jam Recordings, y devolvió el éxito a las cantantes Mariah Carey con el álbum del 2005, The Emancipation of Mimi y a Jennifer Lopez con su álbum de 2011 Love?.
Actualmente también es Director/CEO de Sony Music Epic. Su hijo Aaron Reid actuó en un episodio de My Super Sweet Sixteen y fue el presidente y director ejecutivo de Def Jam Records hasta el año 2011, cuando firmó para aparecer como juez en la versión 2011 de EE. UU. Factor X.

## Primeros años
Reid nació en Cincinnati, Ohio. Es uno de los cuatro hijos de Emma Reid, una costurera y decoradora de interiores. Su padre no estaba la mayor parte del tiempo. Se crio en el monte Auburn y Madisonville barrios de Cincinnati 's East Side. [ 7 ] Antonio ganó el apodo de "Los Ángeles" como un joven músico, cuando un guitarrista de su banda lo llamó "Los Ángeles", porque llevaba una camiseta camisa que dice "LA" en referencia a los Dodgers de Los Ángeles, que estaban compitiendo contra los Rojos de Cincinnati en el tiempo. [ 8 ] Sus primeras lecciones de tambor fueron con su tío, Albert Baldwens. Tiene tres hijos llamado Aaron (su hijo con Perri Guijarros Reid), Ariana y Addison.

## Carrera

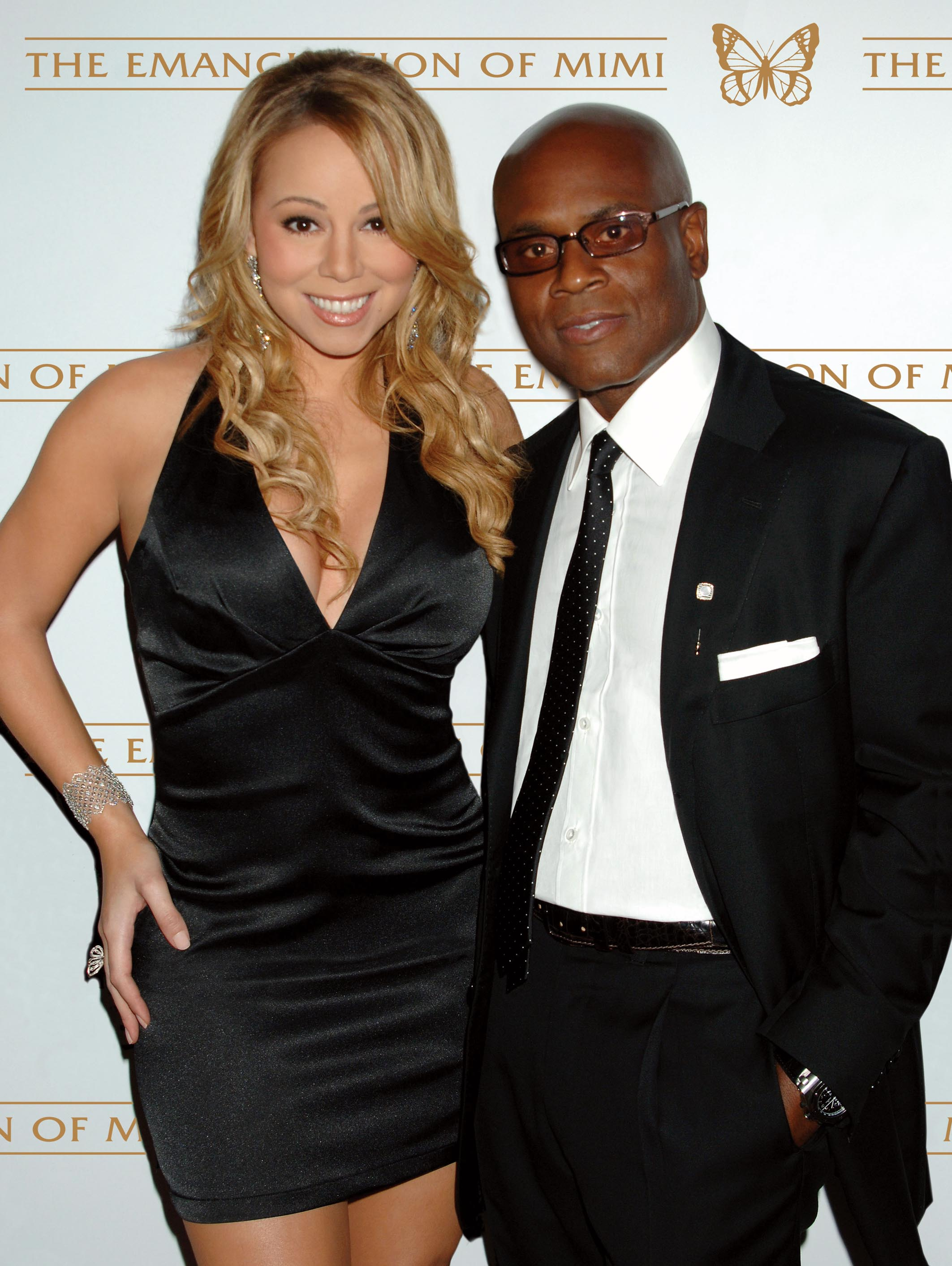
L.A. Reid junto con Mariah Carey en 2005

Primera aparición de Reid en el expediente estaba con Cincinnati Esencia equipo funk rock puro que lanzó un solitario 45 en la década de 1970 Medio, así como obteniendo una aparición en el segundo local de FM la emisora de radio de rock WEBN la compilación anual de LP, esta vez como la Esencia. Reid se convirtió en miembro de la década de 1980 la banda R & B La Deele, conocido por su hit 1988 "En Ocasiones". La banda había terminado antes de que el éxito del sencillo, y luego se reunieron para promover "dos ocasiones", ya que se levantaron las cartas. La canción alcanzó el puesto número 10 en el Billboard Hot 100.

### 1989-2004: LaFace Records y Arista
Tras la disolución de The Deele, Reid y su compañero de banda, Kenneth "Babyface" Edmonds fundaron LaFace en 1989 a través de una empresa en conjunta con Arista Records, con la ayuda de fondos por parte del creador de esta última, Clive Davis. La marca se convirtió en uno de los principales destinos para célebres artistas afroamericanos que crearían el género musical Black Pop, a la que podía acceder fácilmente a los formatos de radio Urban y Top 40. 
Otros actos populares en la etiqueta durante su auge, son Toni Braxton, TLC, y Outkast. Inicialmente con sede en Atlanta, la etiqueta desempeñado un papel en la construcción del actual panorama de la Atlanta industria de la música. En mayo de 2000, Edmonds y Reid vendió su participación restante del 50% en LaFace a la sociedad dominante BMG. La etiqueta se convirtió en un sello de Arista Records, con Arista toma en ventas, marketing, promoción y deberes de sus actos. En este momento, Reid también sucedió a su mentor, Clive Davis, presidente de Arista Records. Esto sucedió después de que Davis se negó a nombrar a un sucesor, a petición de la empresa matriz Arista, BMG, debido al hecho de que Davis, que fue de 67, fue más allá de la edad de la compañía de jubilación obligatoria. Davis llegó a encontrar el éxito creando otro BMG Pie de imprenta el nombre J Records, que firmó superestrellas mundiales, como Alicia Keys, Luther Vandross y Rod Stewart. Reid tomó un curso de una semana a seis ejecutivos de la Escuela de Negocios de Harvard con el fin de prepararse para convertirse en CEO y presidente de Arista.
Como presidente de Arista Records, Reid trajo el éxito de la compañía mediante la firma de grandes artistas como P! nk, Ciara y Avril Lavigne, cuyo álbum debut Let go vendido 6.000.000 copias en los Estados Unidos. Bajo la dirección de Reid en Arista, Usher (quien Reid originalmente firmado en LaFace) terminó la producción de su éxito multi-platino álbum de 2004 Confesiones, que llegó a generar cuatro sencillos # 1 hit y vender 10 millones de copias en los Estados Unidos.

### 2004-2011: Island Def Jam Music Group
Tras la fusión de Sony y BMG, LA Reid fue liberado de su contrato con Arista en 2004 y rápidamente se convirtió en el presidente y consejero delegado de El Grupo de Island Def Jam Music en febrero de 2004. Reid es conocido por llevar la carrera de Mariah Carey  de regreso a la prominencia con su multi-platino álbum de 2005 The Emancipation Of Mimi después de que su carrera se había estancado, con 2,001 hasta 2,003 menos que las ventas estelares y la falta general de interés público para sus dos proyectos anteriores brillo y Charmbracelet.
Reid también ha desempeñado un papel en los recientes éxitos de artistas como Amerie, Kanye West, Rihanna (junto a Jay-Z ), Bon Jovi, y más recientemente adolescente pop fenómeno Justin Bieber. En los últimos años, LA Reid también ha sido responsable de los fichajes de alto perfil reciente de los principales artistas de la música pop como Janet Jackson (quien dejó la compañía después de su álbum de 2008, Disciplina ), Utada (quien también dejó la compañía en 2010), así como el ex rapero Chico Malo Shyne a la compañía discográfica. Sin embargo, en 2006, la etiqueta Reid cayó Lady Gaga después de tres meses de la firma de ella. Esto a la larga sería la inspiración de Gaga para la canción y videoclip de Marry the night. El último trabajo de Reid en Def Jam fue el retorno a la música de la diva internacional Jennifer Lopez con su disco Love? el cual la posicionó de nuevo en la cima con éxitos mundiales como On The Floor, I'm Into You y Papi. Reid dejó el cargo de consejero delegado y presidente de Def Jam en marzo de 2011.

### 2011-presente: El Factor X y Epic Records
Reid llegó a ser juez en la versión de EE. UU. del concurso de canto británico y americano The X Factor, junto a su creador y exjuez de American Idol el británico Simon Cowell, 80 la estrella del pop Paula Abdul  y ex Pussycat Dolls cantante Nicole Scherzinger (antes Cheryl Cole ).Y en 2012 con Simon Cowell y las cantantes Demi Lovato y Britney Spears.
En julio de 2011, Reid se convirtió en el presidente y CEO de Epic Records, que también incluye a varios ex Jive Records artistas. Ahora está trabajando en el Greatest Hits de la diva Jennifer Lopez del cual salió el 1.er single Dance Again

## Premios / Reconocimientos
El 30 de agosto de 2006, LA Reid, junto con Babyface, fue honrado como un índice de masa corporal Icono en los Premios de sexto año IMC Urbana. A partir de 2006, ha ganado 18 premios BMI. Junto con Babyface, Reid ha producido y / o coescrito escribiendo numerosos éxitos de R & B, acumulando 33 N º 1 en singles.
- Datos: Q604575
- Multimedia: L.A. Reid / Q604575